# Château du Chambon (Saint-Rémy-en-Rollat)
Pour les articles homonymes, voir Château du Chambon et Chambon.
Le château du Chambon est un château situé à Saint-Rémy-en-Rollat, en France.

## Localisation
Le château est situé sur la commune de Saint-Rémy-en-Rollat, dans le département de l'Allier, en région Auvergne-Rhône-Alpes, à environ 1,6 km au nord du bourg.

## Description
Le Chambon est une modeste maison forte plutôt qu'un château. Le corps de logis de forme rectangulaire ne comporte qu'un niveau, plus un niveau de comble dans la toiture en pavillon ; quatre tours rondes l'encadrent aux angles. La porte d'entrée est surmontée d'un arc en plein cintre. La tour sud-est était la chapelle.

## Historique
Le château a été construit au XIVe siècle, puis les portes et les fenêtres est et ouest ont été rénovées au XVIIe siècle.
L'édifice est inscrit partiellement (éléments protégés : façades et toitures) au titre des monuments historiques par arrêté du 29 juillet 1977.